# Резервный банк Австралии
Резервный банк Австралии (англ. Reserve Bank of Australia) — центральный банк Австралии.

## История
В 1911 году был учреждён Банк Австралийского союза, который в то время был крупнейшим коммерческим и сберегательным банком Австралии, с 1924 года банку передана монополия на эмиссию австралийской валюты и банк являлся агентством Правительства Австралии. Банк Австралийского союза приобретал всё больше функций центрального банка и в 1945 году его статус в этой роли был официально признан.
В 1960 году функции центрального банка были переданы Резервному банку Австралии.

## Функции
Резервный банк Австралии отвечает за осуществление денежно-кредитной политики Австралии и в рамках своих полномочий стремится к достижению следующих целей:
- стабильность валюты Австралии (Австралийский доллар)
- поддержание полной занятости в Австралии
- экономическое процветание и благосостояние народа Австралии.

К основным функциям Банка относятся:
1. Эмиссия национальной валюты
2. Регулирование австралийской банковской и денежной системы
3. Управление золотовалютными резервами страны